# Zwielicht (1996)
Zwielicht ist ein Thriller aus dem Jahr 1996 nach dem Roman Primal Fear von William Diehl aus dem Jahr 1992. Hauptdarsteller sind Richard Gere und Edward Norton.

## Handlung
Der Staranwalt und Strafverteidiger Martin Vail aus Chicago übernimmt pro bono einen neuen Klienten in seiner Stadt: Aaron Stampler. Der junge und schüchtern wirkende Messdiener, der aus Kentucky stammt, wurde blutverschmiert aufgegriffen und angeklagt, den katholischen Erzbischof von Chicago brutal ermordet zu haben. Die Anklage wird durch Vails frühere Geliebte, die Staatsanwältin Janet Venable, vertreten und durch die Leitung der Staatsanwaltschaft unter dem korrupten John Shaughnessy begleitet. Venable ist für die Chance sehr dankbar, da der Fall aus Sicht der Staatsanwaltschaft todsicher scheint. Shaughnessy verlangt von Venable, die Todesstrafe durchzusetzen.
Für Martin Vail ist die Frage nach Schuld oder Unschuld Nebensache, da er der Auffassung ist, dass jeder Angeklagte das Recht auf die beste Verteidigung hat, die möglich ist. So ist seine These, dass Aaron zwar im Raum gewesen sei (daher auch die Spuren am Tatort und an seiner Kleidung), er die Tat aber nicht begangen habe. Er sei ohnmächtig geworden. Vail stützt seine Verteidigung auf eine mögliche dritte im Raum anwesende Person sowie das fehlende Motiv von Stampler. Der Erzbischof hatte ihn quasi von der Straße geholt und war eine Art Vaterfigur für den Angeklagten. Vail findet bei Ermittlungen heraus, dass der Erzbischof einige hochpreisige Immobiliendeals verhindert hat und in Chicago nicht nur Freunde hat.
Shaughnessy, der in die  Immobiliendeals involviert ist, bedroht Vail indirekt und rät ihm davon ab, sich mit den Mächtigen der Stadt anzulegen.
Im Lauf der Verhandlung gelingt es dem Kanzleiteam von Martin Vail, ein Motiv des Angeklagten zu ermitteln: Auf einem Video ist zu sehen, wie der Bischof Aaron, seine Freundin und eine weitere Person, die letztlich auf das Video aufmerksam gemacht hat, zu sexuellen Handlungen zwingt.
Zudem findet Vail mit der engagierten Psychologin Dr. Molly Arrington heraus, dass Aaron offenbar eine gespaltene Persönlichkeit ist. Aarons zweites Ich, das sich Roy nennt und sehr selbstbewusst auftritt, soll die Tat begangen haben. Das erklärt den Gedächtnisverlust und die Tatnähe des Angeklagten. Doch Vail kann, wie im amerikanischen Strafprozesswesen üblich, seine Verteidigung nicht während des Prozesses auf einmal ändern und folglich nicht auf Schuldunfähigkeit durch Geisteskrankheit umstellen.
Obwohl das Video der Anklage ein Motiv liefert, lässt Vail die Aufzeichnung der zuständigen Staatsanwältin Venable zukommen, die das Band gegen den Willen des Oberstaatsanwalts, der den Ruf des Verstorbenen und der katholischen Kirche nicht beschädigen will, vor Gericht einbringt und damit das fehlende Motiv aufführt. Nachdem Vail Shaughnessy im Kreuzverhör bloßgestellt und seine Verwicklung in den Immobiliendeal angesprochen hat, flüstert Shaughnessys Assistent Staatsanwältin Venable zu, sie könne sich schon mal nach einem neuen Job umsehen.
Im Kreuzverhör mit dem Angeklagten greift Venable Stampler stark an und will ihn zu einem Geständnis drängen. Plötzlich tritt der von Vail erhoffte Effekt ein und aus Aaron wird Roy, der sogleich Venable brutal angreift. Damit ist die Geisteskrankheit des Angeklagten durch den Prozess selbst (und ohne eine Änderung der Verteidigungsstrategie durch Vail) bewiesen. Das Gericht erkennt Stamplers Schuldunfähigkeit an und weist ihn für eine Dauer von 30 Tagen in eine Psychiatrie ein, die entscheiden soll, ob Stampler in einer Anstalt festgehalten oder in die Freiheit entlassen werden soll. Alle Beteiligten gehen von Letzterem aus, da Stampler normalerweise keine Gefahr darstellt.
Im Abschiedsgespräch unter vier Augen mit seinem Verteidiger offenbart sich Stampler. Es stellt sich heraus, dass er nicht geistesgestört ist, sondern seine Persönlichkeitsspaltung nur vorgetäuscht hat. In Wirklichkeit gibt es keinen verstörten, schüchternen und stotternden Aaron, sondern nur den selbstsicheren Roy. Den Mord am Bischof beging er also vorsätzlich und schuldhaft. Außerdem hat er auch seine Freundin getötet. Am Ende gibt es fast nur Verlierer. Vails Vorsatz, die Frage nach der Schuld nie zu stellen, gerät ins Wanken, und die geschlagene Janet Venable verliert vermutlich ihren Job.
Vail steht niedergeschlagen im Gerichtssaal und verlässt das Gebäude durch die Hintertür und verzichtet bewusst auf das Blitzlichtgewitter der Fotografen und die Fragen der Reporter.

## Hintergrund
- Für die Rolle des Aaron Stampler wurden angeblich mehr als zweitausend Schauspieler gecastet, unter anderem Matt Damon, Wil Wheaton und Leonardo DiCaprio. Edward Norton betrat schließlich das Vorsprechzimmer und versetzte sich 100-prozentig in seine Rolle: Er stotterte und war als unsicherer Typ so überzeugend, dass er vom Fleck weg engagiert wurde.
- Edward Norton gab in Zwielicht sein Schauspieldebüt in einem Spielfilm. Seine Gage belief sich auf 50.000 US-Dollar.
- Gregory Hoblit gab mit Zwielicht sein Debüt als Spielfilmregisseur und drehte weitere erfolgreiche Thriller, unter anderem Dämon – Trau keiner Seele und Frequency.
- Im Prozess spielt das Zitat des Autors Nathaniel Hawthorne (aus dem Roman Der scharlachrote Buchstabe) eine Rolle:

“No man… can wear one face to himself and another to the multitude, without finally getting bewildered as to which one may be true.”

„Niemand kann ein Gesicht für sich selbst und eines für die Menge aufsetzen, ohne am Ende nicht in Zweifel darüber zu geraten, welches denn nun das echte sein mag.“

- Der Film spielte mehr als das Dreifache seiner Produktionskosten ein.[1]
- Von diesem Film wurde 2002 ein indisches Remake namens Deewangee gedreht.

## Auszeichnungen
- Boston Society of Film Critics Award bester Nebendarsteller Edward Norton
- Chicago Film Critics Association Award vielversprechendster Schauspieler Edward Norton (gemeinsam mit seinen Leistungen in Alle sagen: I love you und Larry Flynt – Die nackte Wahrheit)
- Golden Globe Award bester Nebendarsteller Edward Norton
- Los Angeles Film Critics Association Award bester Nebendarsteller Edward Norton
- Florida Film Critics Circle Award bester Nebendarsteller Edward Norton
- National Board of Review Award bester Nebendarsteller Edward Norton
- Kansas City Film Critics Circle Award bester Nebendarsteller Edward Norton
- Society of Texas Film Critics Award bester Nebendarsteller Edward Norton
- Southeastern Film Critics Association Award bester Nebendarsteller Edward Norton
- Nominierung – Academy Award bester Nebendarsteller Edward Norton
- Nominierung – British Academy Film Award bester Nebendarsteller Edward Norton
- Nominierung – Saturn Award bester Nebendarsteller Edward Norton
- Nominierung – MTV Movie Award bester Bösewicht Edward Norton
- Nominierung – Chicago Film Critics Association Award bester Nebendarsteller Edward Norton
- Nominierung – National Society of Film Critics Award bester Nebendarsteller Edward Norton
- Nominierung – Satellite Award Beste DVD Extras
- Nominierung – Casting Society of America Bestes Casting (Drama) Deborah Aquila und Jane Shannon-Smith
- American Society of Composers, Authors and Publishers Top Box Office Films James Newton Howard
- Die Deutsche Film- und Medienbewertung FBW in Wiesbaden verlieh dem Film das Prädikat „besonders wertvoll“.

## Kritik
„Wenig konzentrierter, mit spektakulären Wendungen versehener Gerichtsfilm, der in den Hauptrollen fesselnde darstellerische Leistungen, in Handlung und formaler Gestaltung aber nur professionelles Mittelmaß anbietet.“

- Der Kritiker Roger Ebert gab dem Film 3 ½ von vier Sternen und lobte die mehrdimensionalen Charaktere der Handlung. Norton überzeuge und Gere biete eine der besten Leistungen seiner Karriere.[3]
- Der Film hat eine zu 74 % positive Bewertung auf der Website Rotten Tomatoes.[4]